# Guddada Thumminakatte, Harihar
Guddada Thumminakatte là một làng thuộc tehsil Harihar, huyện Davanagere, bang Karnataka, Ấn Độ.